# Championnats d'Europe de slalom (canoë-kayak) 2015
Navigation
2014 2016
Les championnats d'Europe de slalom de canoë-kayak 2015 se déroulent à Markkleeberg (Allemagne) du 28 mai au 31 mai 2015.

## Résultats

### Hommes

#### Canoë
| Event                       | Or | Résultat | Argent                                                                                         | Résultat | Bronze | Résultat |
| Canoë monoplace par équipes | Slovaquie Michal Martikán Alexander Slafkovský Matej Beňuš                                                  | 115,03 s | Tchéquie Michal Jáně Stanislav Ježek Tomáš Rak                                                 | 117,70 s | Royaume-Uni David Florence Ryan Westley Adam Burgess                                                             | 119,24 s |
| Canoë biplace par équipes   | Slovaquie Pavol Hochschorner & Peter Hochschorner Ladislav Škantár & Peter Škantár Tomáš Kučera & Ján Bátik | 131.24   | Tchéquie Ondřej Karlovský & Jakub Jáně Jonáš Kašpar & Marek Šindler Tomáš Koplík & Jakub Vrzáň | 131.93   | Russie Dmitry Larionov & Mikhaïl Kouznetsov Maxim Obraztsov & Alexei Suslov Alexander Ovchinikov & Aleksei Popov | 140.46   |
| Canoë monoplace             | Slovénie Benjamin Savšek                                                                                    | 97,70 s  | Allemagne Sideris Tasiadis                                                                     | 98,15 s  | Slovaquie Matej Beňuš                                                                                            | 100,18 s |
| Canoë biplace               | Allemagne Robert Behling Thomas Becker                                                                      | 104.46   | Allemagne Franz Anton Jan Benzien                                                              | 104.72   | Grande-Bretagne David Florence Richard Hounslow                                                                  | 106.06   |

#### Kayak
| Event             | Or                                                         | Résultat | Argent                                                           | Résultat | Bronze                                                   | Résultat |
| Kayak par équipes | Allemagne Sebastian Schubert Hannes Aigner Alexander Grimm | 105,76   | Royaume-Uni Richard Hounslow Joseph Clarke Bradley Forbes-Cryans | 108,01   | Italie Daniele Molmenti Andrea Romeo Giovanni De Gennaro | 109,81 s |
| Kayak monoplace   | France Boris Neveu                                         | 90,80 s  | Allemagne Alexander Grimm                                        | 92,07 s  | Slovaquie Andrej Málek                                   | 94,02 s  |

### Dames

#### Canoë
| Event             | Or                                                             | Résultat | Argent                                                   | Résultat | Bronze                                                     | Résultat |
| Canoë monoplace   | Royaume-Uni Kimberley Woods                                    | 123,13 s | Royaume-Uni Mallory Franklin                             | 125,85 s | Espagne Núria Villarubla                                   | 127,89 s |
| Canoë par équipes | Espagne Núria Vilarrubla Klara Olazabal Annebel van der Knijff | 158,72 s | Tchéquie Kateřina Hošková Monika Jančová Tereza Fišerová | 160,41 s | Royaume-Uni Kimberley Woods Mallory Franklin Eilidh Gibson | 161,19 s |

#### Kayak
| Event             | Or                                                            | Résultat | Argent                                                 | Résultat | Bronze                                              | Résultat |
| Kayak par équipes | Slovaquie Jana Dukátová Kristína Nevařilová Kristína Zárubová | 133.95   | Pologne Natalia Pacierpnik Klaudia Zwolińska Sara Cwik | 136.50   | France Carole Bouzidi Marie-Zélia Lafont Émilie Fer | 141.90   |
| Kayak monoplace   | Maialen Chourraut Espagne                                     | 108.09   | Ricarda Funk Allemagne                                 | 108.52   | Kateřina Kudějová Tchéquie                          | 109.30   |

## Tableau des médailles
| Rang | Nation      | Or | Argent | Bronze | Total |
| ---- | ----------- | -- | ------ | ------ | ----- |
| 1    | Slovaquie   | 3  | 0      | 2      | 5     |
| 2    | Allemagne   | 2  | 4      | 0      | 6     |
| 3    | Espagne     | 2  | 0      | 1      | 3     |
| 4    | Royaume-Uni | 1  | 2      | 3      | 6     |
| 5    | France      | 1  | 0      | 1      | 2     |
| 6    | Slovénie    | 1  | 0      | 0      | 1     |
| 7    | Tchéquie    | 0  | 3      | 1      | 4     |
| 8    | Pologne     | 0  | 1      | 0      | 1     |
| 9    | Italie      | 0  | 0      | 1      | 1     |
| 9    | Russie      | 0  | 0      | 1      | 1     |
|      | Total       | 10 | 10     | 10     | 30    |